# 鍾宇政
鍾宇政（1973年12月25日—），是臺灣的棒球運動員之一，曾效力於中華職棒兄弟象隊，守備位置為投手。
目前擔任臺南漁光Lightning女子棒球隊及嘉義大學棒球隊的總教練。

## 經歷
- 台南縣善化國小少棒隊
- 台南市復興國中青少棒隊
- 台中市新民商工青棒隊（俊國）
- 俊國建設棒球隊（業餘甲組）
- 台灣體院棒球隊（富邦公牛）
- 陸光棒球隊
- 合作金庫棒球隊
- 中華職棒兄弟象隊（2000年）
- 國立體育學院棒球隊（新寶）教練兼球員
- 雲林科技大學棒球隊總教練
- 嘉義大學棒球隊（嘉義諸羅山、嘉義市）總教練
- 中華棒球協會成棒代表隊選訓小組委員
- 臺南漁光Lightning女子棒球隊總教練

## 職棒生涯成績
| 年度   | 球隊   | 出場 | 勝投 | 敗投 | 中繼 | 救援 | 完投 | 完封 | 四死 | 三振 | 責失 | 投球局數 | 防禦率 |
| ------ | ------ | ---- | ---- | ---- | ---- | ---- | ---- | ---- | ---- | ---- | ---- | -------- | ------ |
| 2000年 | 兄弟象 | 1    | 0    | 0    | 0    | 0    | 0    | 0    | 0    | 0    | 0    | 2.0      | 0.00   |
| 合計   | 1年    | 1    | 0    | 0    | 0    | 0    | 0    | 0    | 0    | 0    | 0    | 2.0      | 0.00   |

## 特殊事蹟
- 1996年入伍服役時突然找不到投球的感覺，嚴重到必須模仿其他投手的動作，後來發明「投球失憶症」這個專有名詞，同時也是台灣棒球史上首位公開自己有投球失憶症的球員[1]。
- 1998年考上國立體育學院研究所碩士班，後於2000年加入兄弟象隊，是中華職棒史上首位具有碩士學歷的球員[2]。

## 外部連結
- 钟宇政在中華職棒
- 钟宇政在Olympedia（英语）